# 3アリーナ
3アリーナ（スリーアリーナ、英: 3Arena）は、アイルランドのダブリンのダブリン・ドックランズ、ノースウォール埠頭にある劇場。かつてのポイント劇場跡地に建てられ、2008年12月16日に開業した。旧称は「The O2」（2008年 - 2014年）だった。

## 概要
1988年から2007年まで同じ場所にあったコンサート会場、ポイント劇場の跡地に建てられ、外装の一部を残して拡張建設された。ポイント劇場は、元々鉄道の貨物駅だったことから、「ポイント駅」（ "英: The Point Depot" ）との愛称で知られていた。
2008年から2014年まで、この劇場は「The O2」との名称だった。最大収容人数14,500人は、アイルランドの屋内アリーナとして最大のものである。スリー・アイルランドによる O2アイルランドの買収に伴い、2014年9月14日に現行の「3アリーナ」へ改称した。
現在建物はライブ・ネイションに所有されている。2011年には、67万枚のチケット売り上げによって、世界で5番目に忙しいアリーナとして認定された。これはロンドンのThe O2、マンチェスター・アリーナ、アントワープのスポーツパレス、メルボルンのロッド・レーバー・アリーナに次ぐ数字である。

## 改称
2007年のポイント劇場閉鎖後、建物の大改装が行われた。続いて、ロンドンのThe O2同様に、テレフォニカ・ヨーロッパの通信ブランド『The O2』が命名権を取得し改称された。2008年に O2は、10年間の命名権に対し25万ユーロを支払った。
2014年6月に通信サービスブランドのO2アイルランド が、ライバル社スリー・アイルランドに売却されたことに伴い、この劇場も2014年9月4日に「3アリーナ」へと改称された。

## 構造とデザイン
この劇場は立ち見を含め14,500人以上、全員着席時に9,500人という収容人数を誇る。移動式座席が格納された場合には、固定座席分に加え、ステージ前に8,000人分の立ち見席を作ることが出来る。最も奥の座席はステージから60メートルの場所にあり、これは以前のポイント劇場に比べ20メートル分近い。座席アレンジによっては、ローマのコロッセウムのようにステージ周辺をファンが囲むようにもできる。劇場内にはボックス席は無く、舞台裏は実質的なトラック用搬入口になっている。アルコールは、未成年飲酒を防ぐため劇場に設けられた、ハイ・セキュリティ・エリアで楽しむことができる。改装前の収容人員は、6,300人（立ち見を含めて8,500人）だった。
ライブ・ネイション・アイルランドのCEO、マイク・アダムソンは、規模の制約から、以前の劇場で開催されたイベントではアイルランドのファンが不当に扱われていたとして、次のように述べた。
「以前はヨーロッパツアーの公演は、規模の問題のせいで、いつでもこの会場で受け入れられるとは限らなかった。今だってそうだ。受け入れられない公演だってある。例えば、ポイント[劇場]でのジョージ・マイケルの公演は、彼の作った物の3/4の規模でしかできなかった。でも今じゃ他のヨーロッパの劇場に引けを取らないよ」
この劇場の開発者ハリー・クロスビーは、ポイント劇場は「建設当時のダブリンに合わせた」、劣った（英: grungy）雰囲気だったと述べた。更に、この劇場がより「しゃれた」人々のための、「度肝を抜く劇場」に生まれ変わると述べた。

## 有名・歴史的な公演

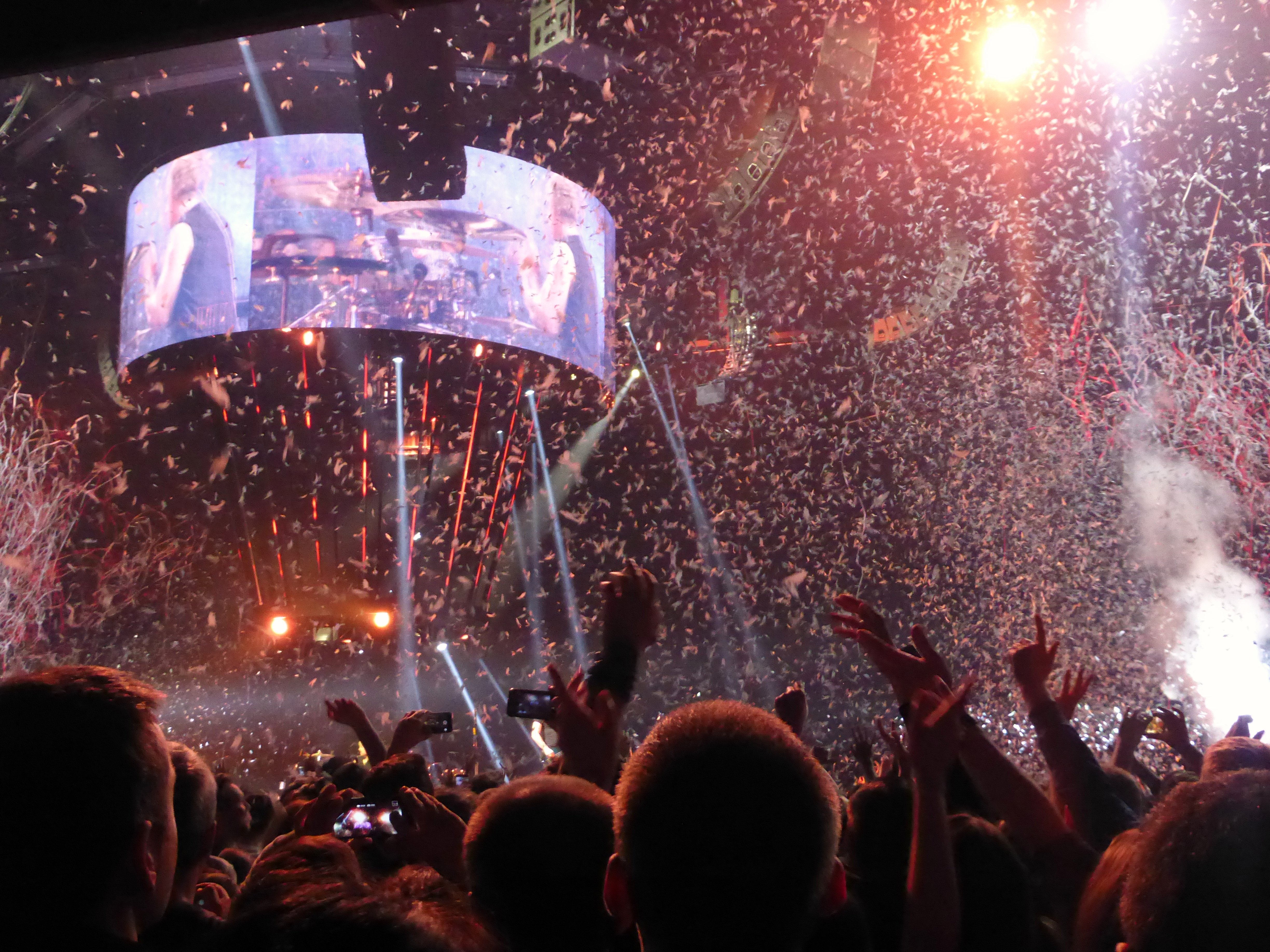
3アリーナでの公演の様子

地元ダブリン出身のU2がこの劇場のこけら落としを飾り、招待客の前で、ボノとジ・エッジが『魂の叫び』収録の『ヴァン・ディマンズ・ランド』、『ディザイアー』 (en) を演奏した。
2008年12月16日のチャイルドライン・コンサートが、このアリーナで最初に開催されたイベントとなった。
2010年9月には、ガンズ・アンド・ローゼズ（英: Guns N' Roses）のライブが行われた。このライブでは、開始が相当時間遅れたことに対する観客からの非難でボトルが投げ込まれ、バンドが公演を中断し議論を呼んだ。観客の多くはバンドへの非難から退出したが、ガンズ・アンド・ローゼズはその後会場へ戻り、公演を最後まで行った。

## 交通アクセス
アリーナ側は、公共交通機関を使って来場するよう呼びかけている。駐車場は近隣のポイント橋にあるものが推奨されている。劇場のウェブサイトには、フェリーサービス・シャトルバスが掲載されているほか、ダブリン・バス151号線が劇場まで定期運行している。
コンサート後、大量の観客がアリーナから徒歩で帰るため、イベント後にはノース・ウォール埠頭沿いに深刻な交通渋滞が発生する。この渋滞のために、アイルランド警察がノース・ウォール埠頭とイースト・リンク・トール・ブリッジの自動車通行規制を行うこともある。
2009年12月8日には、路面電車のルアスのレッド・ラインがアリーナ前の広場まで延伸開業した。スペンサー・ドックの次、ターミナス（英: Terminus）の前の駅である。またダブリン高速輸送（DART）のダブリン・コノリー駅も、この劇場の最寄り駅である。これはリリー・アレンの曲でもこの情景が歌われている。ルアスの駅は現在「ザ・ポイント」（英: The Point）と呼ばれている。
ダブリン空港から3アリーナに公共交通へ向かう場合には、ダブリンバスの747番線と、劇場の外に停まるエアコーチのグレイストーンズまたはドーキー行きバスを使うことができる。他にも、劇場に向かう私営交通が走っている。